# Establecimiento financiero de crédito
Un establecimiento financiero de crédito (EFC), de acuerdo con la legislación española, es una entidad especializada en la concesión de créditos, y que en general puede realizar un amplio conjunto de operaciones financieras de activo, pero que no puede captar depósitos del público. Suponen un canal de financiación muy relevante en especial para la finanzación del consumo minorista a través de los créditos al consumo. También pueden realizar otro tipo de operaciones como concesión de avales y garantías, arrendamiento financiero, factoring y emisión y gestión de tarjetas. Aunque no tienen la consideración de entidades de crédito, están incluidas dentro del perímetro de supervisión y regulación financiera.

## Régimen jurídico
Los establecimientos financieros de crédito se rigen por lo dispuesto en el título II de la Ley 5/2015, de 27 de abril, de fomento de la financiación empresarial y su normativa de desarrollo y, para todo lo no previsto en la citada normativa, su régimen jurídico será el previsto para las entidades de crédito.
En especial se aplicará a los establecimientos financieros de crédito la regulación sobre participaciones significativas, idoneidad e incompatibilidades de altos cargos, gobierno corporativo y solvencia, así como la normativa de transparencia, mercado hipotecario, régimen concursal y prevención del blanqueo de capitales y la financiación del terrorismo prevista para las entidades de crédito.

## Historia
Estas entidades fueron el resultado de la transformación, en 1996, de las "entidades de crédito de ámbito operativo limitado” (sociedades de crédito hipotecario, entidades de financiación y sociedades de arrendamiento financiero). Según el Real-Decreto Ley 12/1995 tienen la consideración de establecimientos financieros de crédito aquellos intermediarios financieros que no pueden captar fondos reembolsables del público (ni en forma de préstamo, ni de depósito, cesión temporal,... ni análogos).

## Reserva de denominación
La denominación de «establecimiento financiero de crédito», así como su abreviatura, «EFC», se encuentra reservada en España a la entidades referidas en la ley, las cuales están obligadas a incluirlas en su denominación social.
Igualmente se crean también las denominaciones de establecimiento financiero de crédito-entidad de pag (EFC-EP) y establecimiento financiero de crédito-entidad de dinero electrónico (EFC-EDE).

## Requisitos para ejercer la actividad
El Ministro de Economía y Competitividad, previo informe del Banco de España y del Servicio Ejecutivo de la Comisión de Prevención del Blanqueo de Capitales e Infracciones Monetarias en los aspectos de su competencia, autorizará la creación de establecimientos de crédito.

## Actividades
Podrán constituirse como establecimientos financieros de crédito aquellas empresas que, sin tener la consideración de entidad de crédito y previa autorización del Ministro de Economía y Competitividad, se dediquen con carácter profesional a ejercer una o varias de las siguientes actividades:
- La concesión de préstamos y créditos, incluyendo crédito al consumo, crédito hipotecario y financiación de transacciones comerciales.
- El «factoring», con o sin recurso, y las actividades complementarias de esta actividad, tales como las de investigación y clasificación de la clientela, contabilización de deudores, y en general, cualquier otra actividad que tienda a favorecer la administración, evaluación, seguridad y financiación de los créditos que les sean cedidos.
- El arrendamiento financiero, con inclusión de las siguientes actividades complementarias:
  - Actividades de mantenimiento y conservación de los bienes cedidos.
  - Concesión de financiación conectada a una operación de arrendamiento financiero, actual o futura.
  - Intermediación y gestión de operaciones de arrendamiento financiero.
  - Actividades de arrendamiento no financiero que podrán complementar o no con una opción de compra.
  - Asesoramiento e informes comerciales.
- Las de concesión de avales y garantías, y suscripción de compromisos similares.
- La concesión de hipotecas inversas.

Asimismo, podrán desarrollar las demás actividades accesorias que resulten necesarias para el desempeño de las actividades anteriores, en los términos que se prevean en sus Estatutos sociales.

## Financiación
Los establecimientos financieros de crédito no podrán captar fondos reembolsables del público. No obstante, la captación de fondos reembolsables mediante emisión de valores sujeta a la LMV y sus normas de desarrollo, podrá efectuarse con sujeción a los requisitos y limitaciones que para estos
establecimientos se establezcan específicamente.
A los efectos del apartado anterior, no tendrán la consideración de fondos reembolsables del público:
- Las financiaciones concedidas por entidades de crédito.
- La entrega de fondos por las entidades pertenecientes a su mismo grupo, o por los accionistas que ostenten una participación de, al menos, el 5% de su capital.
- Las emisiones de valores sujetas a la Ley de Mercado de Valores,[2] y sus normas de desarrollo, siempre que se emitan por vencimiento superior a un mes.
- Fianzas y demás cauciones con objeto de disminuir los riesgos contraídos con clientes por operaciones propias de su objeto social.